# Josep Badia i Capell

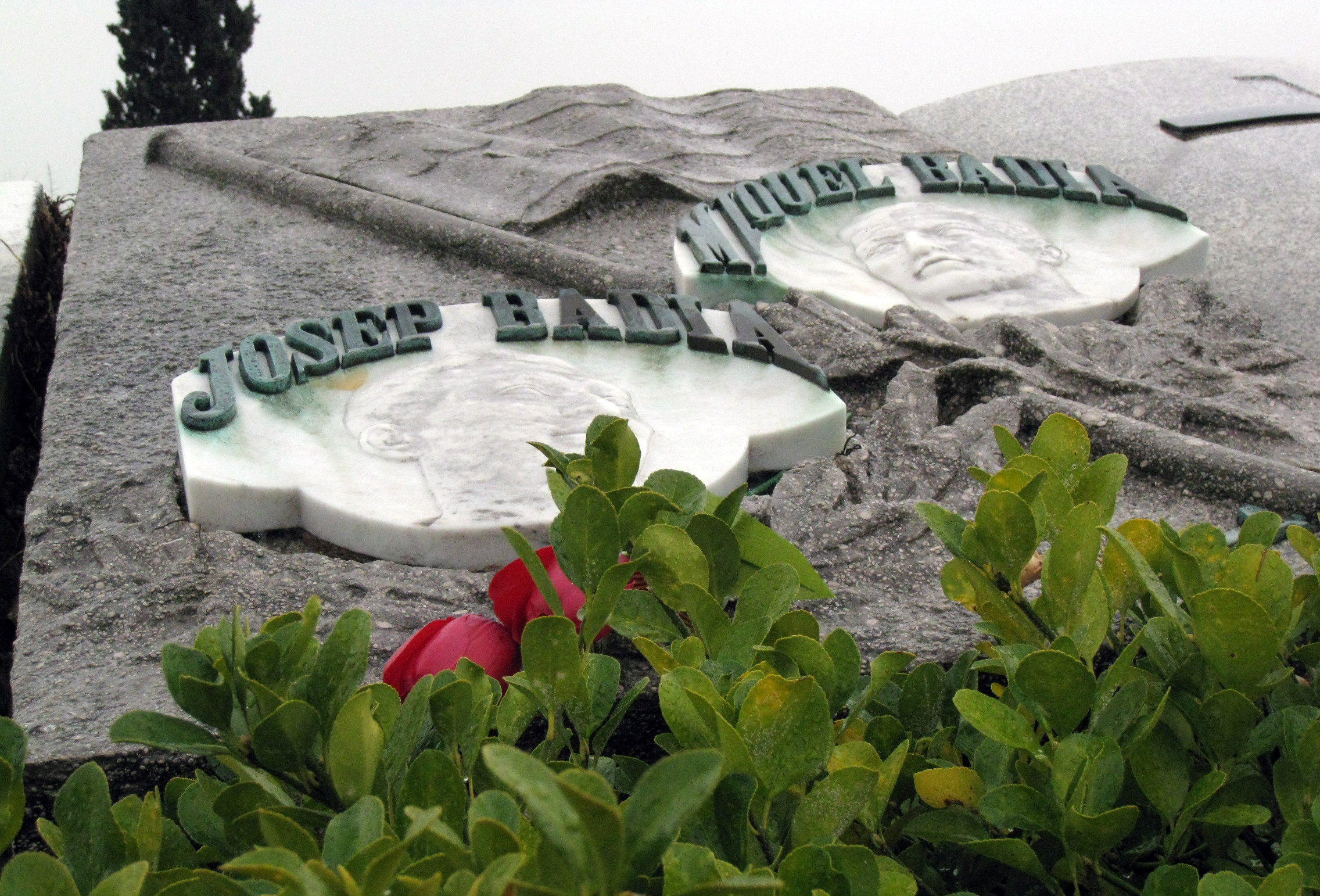
Tomba dels germans Miquel i Josep Badia al Cementiri de Montjuïc

Josep Badia i Capell (Torregrossa, Pla d'Urgell, 1903 - Barcelona, 28 d'abril del 1936) fou un polític català, germà de Miquel Badia i Capell. Es traslladà a estudiar a Barcelona i es va afiliar a les Joventuts d'Estat Català el 1922. El 1931 era vocal de l'Avenç Democràtic Republicà de Sant Andreu de Palomar, presidit per Josep Dencàs i Puigdollers. Amb el seu germà, que era cap del Serveis d'Ordre Públic de la Generalitat, va participar en els fets del sis d'octubre de 1934 i organitzà escamots armats per tal de defensar-se dels grups d'autodefensa de la FAI. Morí assassinat juntament amb el seu germà el 28 d'abril del 1936 a Barcelona.

## Assassinat
El dia 28 d'abril del 1936 Josep Badia fou assassinat en el moment que sortia del domicili amb el seu germà Miquel per pistolers de la FAI. L'assassinat es va dur a terme a dos quarts de quatre de la tarda davant del número 38 del carrer Muntaner: Els dos germans sortien del seu domicili (el número 52) i es creuaren amb dos individus, els quals van disparar a Miquel un primer tret per l'esquena i, quan es va girar, dos trets més al pit i al ventre. El segon individu va disparar un sol tret a la cara de Josep, el qual moriria al cap de pocs minuts. Tot seguit, els pistolers fugiren amb un cotxe que els esperava a la vorera del davant.

### Hipòtesis faista i falangista
Sobre l'autoria de l'assassinat, la hipòtesi més probable és que haguessin estat pistolers de la FAI, perquè el cotxe de la fugida era habitualment utilitzat pels membres d'aquesta organització per realitzar sabotatges a tramvies i autobusos. Un dels conductors habituals era el conegut pistoler Justo Bueno Pérez, el qual va ser identificat com a conductor del vehicle aquell mateix dia. A més a més tant el propietari del cotxe com el propietari del garatge a on es guardava també n'eren militants.
Una segona possibilitat, tot i que menor, era que els pistolers fossin de les Juventudes Antimarxistas, perquè un grup liderat per un expolícia, Juan Segura Nieto, darrerament estaven adquirint pistoles i s'estaven reunint en llocs propers al domicili dels Badia. De fet la semblança entre Segura i el faista Bueno era extraordinària, i els mateixos testimonis els confonien. A més també s'havia detectat l'arribada a Barcelona de diversos militants de la Falange Española Tradicionalista y de las JONS que tenien la intenció de cometre atemptats terroristes i assassinats. Aquesta hipòtesi fou afirmada en declaracions a la premsa pel jutge instructor, Emilià Vilalta, amb l'objectiu exprés de desviar l'atenció sobre els sospitosos reals de l'entorn faista.
Les teòriques coartades no es van poder desmuntar, i la concurrència habitual dels sospitosos faistes al garatge del cotxe no era prova suficient. A més a més els sabotatges comesos durant l'última vaga de transports, que havien admès, no podien ser sancionats perquè havien estat amnistiats pel govern republicà. Per tant, el nou jutge Márquez Caballero, va acabar alliberant-los a tots.